# Catada sanguinea
Catada sanguinea är en fjärilsart som beskrevs av George Thomas Bethune-Baker 1908. Catada sanguinea ingår i släktet Catada och familjen nattflyn. Inga underarter finns listade i Catalogue of Life.